# Eduardo Sánchez Rubio
Eduardo Sánchez Rubio (Madrid, 20 de marzo de 1833-Murcia, 28 de diciembre de 1911) fue un médico y periodista español.

## Biografía
Natural de Madrid, donde nació en 1833, fue doctor en Medicina por el Colegio de San Carlos y académico de número de la Real Academia Nacional de Medicina, así como consejero de Sanidad y autor de numerosas obras científicas. Dirigió en Madrid La España Médica entre 1856 y 1860, y fue redactor de El Pabellón Médico (1861-1868) y director de El Amigo de los Trabajadores (1869), periódico de educación popular. Colaboró, asimismo, con la Enciclopedia de Ciencias Médicas, El Porvenir Médico, El Siglo Médico y Gente Vieja, entre otros. Fue, asimismo, autor de diferentes obras escritas, entre las que se cuentan Conversaciones con señoras (1889) y Bibliografía médica española contemporánea (1909). Los últimos años de vida los pasó en Murcia, ciudad en la que falleció en 1911.